# Melanotus communis
Melanotus communis là một loài bọ cánh cứng. Con trưởng thành có mày nâu đỏ và dài khoảng 13 milimét (0,51 in). The egg is white in color, và is about 0,3 mm (0,012 in). Ấu trùng có chân ngắn, màu vàng nhạt đến nâu đỏ và dài 21–25 mm (0,83–0,98 in) long when mature. Nhộng có màu đỏ và có kích thước như con trưởng thành.